# أسوال (زرقطن)
أسوال هي إحدى مشيخات المملكة المغربية، تتبع جغرافيا لإقليم الحوز وإداريًا لزرقطن. يقدر عدد سكانها بـ 2517 نسمة حسب الإحصاء الرسمي للسكان والسكنى لسنة 2004.